# Emmanuel La Gravière
Pour les articles homonymes, voir Gravière (homonymie).
Emmanuel La Gravière, né le 1er avril 1904 à Courbevoie (Seine) et mort le 10 juillet 1990 à Paris, est un pasteur protestant, avocat et homme politique français.

## Biographie
Issu d'une vieille famille protestante, Emmanuel Armand Alfred La Gravière travaille comme employé dès ses 14 ans. Membre des Éclaireurs unionistes de France et des Unions chrétiennes de Jeunes gens, il poursuit des études secondaires et supérieures et soutient une thèse de théologie qui lui vaut licence. Se réclamant du christianisme social, proche de Marc Sangnier, il est en 1936 pasteur de l'Église évangélique luthérienne de France dans 18e arrondissement de Paris. 
Mobilisé en 1939 comme aumônier, sa conduite dans les affrontements de juin 1940 lui vaut la Croix de guerre. Fait prisonnier, il s'évade en septembre 1940 et reprend son ministère à Paris. Il démissionne de l'Église luthérienne l'année suivante, s'affilie à l'Église réformée de France du 13e arrondissement et devient aumônier à l'hôpital du Val-de-grâce jusqu'à la Libération de Paris. Il effectue des actes de résistance et participe à l'aide de prisonniers, de réfractaires et au sauvetage de familles juives. Lors des journées de la Libération il dirige un poste de secouristes de la Croix rouge française.
Il devient ensuite avocat au barreau de Paris. Le 19 décembre 1946, il est élu par l'Assemblée nationale au Conseil de la République. Il siège au groupe du Mouvement républicain populaire (MRP), parti dont il est membre fondateur. Ne se représentant pas au renouvellement du Sénat du 7 novembre 1948, il est, peu après, élu par l'Assemblée nationale, conseiller  de l'Assemblée de l'Union française, siégeant au sein du groupe MRP. Réélu en 1952, il est conseiller de l'Union française jusqu'à la dissolution de cette Assemblée en 1958.
Reprenant ultérieurement un ministère de pasteur, il participe à la direction de nombreuses associations et organisations à vocation humanitaire : Union contre le trafic des êtres humains, Association pour la disparition de l'esclavage, Ligue internationale contre le racisme et l'antisémitisme (LICRA).
Il est l'auteur de plusieurs publications et études.

### Décorations
- Légion d'honneur
- Croix de guerre 1939-1945
- Médaille de la Résistance
- Croix du combattant